# Opisthoxia albanaria
Opisthoxia albanaria là một loài bướm đêm trong họ Geometridae.